# Vironvuori
Vironvuori är en kulle i Finland. Den ligger i Fredrikshamn i och landskapet Kymmenedalen, i den södra delen av landet, 140 km öster om huvudstaden Helsingfors.
Terrängen runt Vironvuori är mycket platt. Havet är nära Vironvuori åt sydväst.  Närmaste större samhälle är Fredrikshamn, 16,7 km nordväst om Vironvuori. 